# Johannes Loesel
Johannes Loesel (Lösel, Loeselius) (ur. 26 kwietnia 1607 w Brandenburgu k. Królewca, zm. 30 marca 1655 w Królewcu) – niemiecki lekarz i botanik.
Uczył się w szkole miejskiej w Isterburgu, następnie studiował medycynę w Królewcu, potem we Frankfurcie nad Odrą, Lipsku i Wittenberdze, gdzie słuchał wykładów słynnego wówczas lekarza Daniela Sennerta. W 1632 roku w Królewcu otrzymał tytuł magistra. Później jako prywatny nauczyciel i dyplomata podróżował po Europie – odwiedził m.in. Francję, Anglię i Holandię. W czerwcu 1636 Loesel uczestniczył w immatrykulacji na Uniwersytecie w Rostocku. W 1639 tytuł doktora medycyny uzyskał w Lejdzie i w tym samym roku został profesorem medycyny w Królewcu. Wykładał anatomię i botanikę na Uniwersytecie Albrechta. 

## Działalność botaniczna
Loesel opublikował w 1654 dzieło „Plants in Borussia sponte nascentes”, stanowiące pierwsze w historii opracowanie całej flory Prus Książęcych i Królewskich. Była to zapowiedź większego dzieła, którego jednak nie ukończył za życia. Zły stan zdrowia spowodował, że nawet opublikowanie „Plants in Borussia sponte nascentes” musiał powierzyć swojemu synowi, wówczas trzynastoletniemu. Dzieło to stanowi wykaz 761 roślin, uporządkowanych według systemu Gasparda Bauhina, z dodaniem wielu nazw, których autorem jest Loesel, z synonimami i informacjami o miejscu znalezienia. Publikacja ta miała być wstępem do pełnego opracowania flory Prus. Syn Loesela we wstępie napisał, że jego ojciec miał już niemal kompletne materiały do takiego opracowania. Niestety, krótko po opublikowaniu pierwszego wydania Johannes Loesel zmarł. Publikacja zestawiona na podstawie zgromadzonych przez niego materiałów ukazała się dopiero 48 lat później w 1703, dzięki staraniom dalekiego krewnego – Johanna Gottscheda – lekarza i profesora na uniwersytecie w Królewcu. Otrzymał on manuskrypty Loesela od swojego teścia, którego drugą żoną była córka Loesela, i – mimo że sam nie zajmował się botaniką – postanowił ocalić je przed zapomnieniem i zniszczeniem. Walory tego dzieła podnosiły przygotowane przez Loesela rysunki, zestawione na 85 tablicach.

## Upamiętnienie
Na cześć Loesela, uważanego za jednego z najwybitniejszych botaników swego czasu, Karol Linneusz nazwał rodzaj Loeselia Linnaeus, Sp. Pl. 628. 1 Mai 1753 z rodziny wielosiłowatych oraz gatunki: Liparis loeselii, Sisymbrium loeselii i Linaria loeselii. W 1987 roku Lack i Becker zaliczyli „Flora Prussica” Loesela do stu najbardziej znaczących prac botanicznych w historii.
W nomenklaturze botanicznej autorstwo nazwy taksonu oznaczane jest w przypadku tego botanika pełnym nazwiskiem – Loesel.

## Publikacje
- De podagra tractatus, morbi huius indolem & curam diligenter exponens. I wydanie: Rostock 1638, II wydanie: Leiden 1639 dostęp online
- Scrutinium Renum In quo Genuina Renum fabrica, & actio, eorumq[ue affectus potiores succincte traduntur, & explicantur]. Johann Reusner, Königsberg 1642 (online).
- Citrium praegnans. Königsberg 1645.
- Theriacam Andromachi, a Christophoro Meyero, Pharmacopoeo, XX. Ianuar. M.DC.LIV. confectam, recensuit Johan Loeselius. Königsberg 1654.
- Plantae in borussia sponte nascentes e manuscriptis parentis. Paschal Mensen, Königsberg 1654, ss. 82.
- Flora Prussica; sive, Plantae in regno Prussiae sponte nascentes. Quarum catalogum & nomina Johannes Loeselius […] olim disseruit, nunc additis nitidissimis iconibus rariorum partim ab aliis nondum delineatarum plerarumque Prussiae propriarum & inquilinarum plantarum, earundemque accurata descriptione, nec non adjectis synonymiis veterum botanicorum, interspersisque observationibus historico-philologico-criticis & medio-practicis noviter efflorescentes curante Johanne Gottsched. Königsberg 1703, ss. 294+Index Germanicus+Index Latinus. dostęp online